# Hamburger Admiralitätsmusik
Die Hamburger Admiralitätsmusik TWV 24:1 ist ein weltliches Oratorium für Solisten (Sopran, 2 Tenöre und 3 Bässe), gemischten Chor und Orchester von Georg Philipp Telemann. Den Text schrieb der Hamburger Gymnasialprofessor Michael Richey. Sie wurde 1723 anlässlich des 100-jährigen Bestehens der Hamburgischen Admiralität komponiert und beim feierlichen Bankett des Kollegiums am 6. April 1723 zusammen mit der Ouvertüre Hamburger Ebb’ und Flut als Serenade im Baumhaus uraufgeführt und 14 Tage später im Drillhaus wiederholt. Die Aufführung dauert etwa 100 Minuten.

## Aufbau
- Ouvertüre in D-Dur
- Chor Unschätzbarer Vorwurf erkenntlicher Sinnen!
- Rezitativ So lange mir der Augen Licht erlaubt
- Arie Ich nähre dich mit tausend Freuden
- Rezitativ Jawohl, glückselge Stadt
- Arie In der Börse gepresstem Getümmel
- Rezitativ Berühme dich, Mercur, der Ruhe nicht
- Arie Die Freiheit schmeichelt zwar
- Rezitativ Unleugbar ist dein Ruhm
- Arie Recher Harpyien
- Rezitativ Ich höre...
- Arie-Kanon Glück zu
- Rezitativ Mit was für unverrhofften Chören
- Arie Mit euch, ihr holden beiden
- Rezitativ Der Elbe dienstbeflissne Wellen
- Arie Dein Wohlergehn, o Schönste
- Rezitativ Und ich, o meines Ufers Königin
- Arie Schwellt, ihr wasserreichen Gründe
- Rezitativ Schau, mächtiger Neptun
- Arie-Duett Erwähle, mit gewogner Hand
- Rezitativ Welch angenehmer Aufenthalt
- Chor der Nymphen und Tritone Sage, schönster Nymphenchor
- Rezitativ Mein Glück ist ungemein
- Arie Wann Himmel und Erde veralten
- Rezitativ Mit innigstem Ergötzen
- Arie Steh aller Welt zum Wunder da
- Rezitativ Wünscht jedermann dem werten Hamburg
- Arie Gewogener Sternen erfreuliche Schlüsse
- Rezitativ und Chor Ihr Götter
- Arie Ihr munteren Hörner
- Rezitativ So recht!
- Schlusschor Hamburg, du Ehre